# باتراک
باتراک (به لاتین: Batrak) یک منطقهٔ مسکونی در روسیه است که در باشقیرستان واقع شده‌است.